# Crawley Town Football Club 2018-2019
Questa voce raccoglie le informazioni riguardanti il Crawley Town Football Club nelle competizioni ufficiali della stagione 2018-2019.

## Rosa
| N. |                             | Ruolo | Calciatore        |
| -- | --------------------------- | ----- | ----------------- |
| 12 | Turchia (bandiera)          | P     | Yusuf Mersin      |
| 1  | Inghilterra (bandiera)      | P     | Glenn Morris      |
| 17 | Inghilterra (bandiera)      | D     | Tom Dallison      |
| 16 | Inghilterra (bandiera)      | D     | Joe Maguire       |
| 5  | Inghilterra (bandiera)      | D     | Joe McNerney      |
| 33 | Inghilterra (bandiera)      | D     | Bondz N'Gala      |
| 18 | Kenya (bandiera)            | D     | David Sesay       |
| 17 | Inghilterra (bandiera)      | C     | Tarryn Allarakhia |
| 21 | Inghilterra (bandiera)      | C     | Dannie Bulman     |
| 10 | Inghilterra (bandiera)      | C     | Dean Cox          |
| 3  | Irlanda del Nord (bandiera) | C     | Josh Doherty      |
| 22 | Portogallo (bandiera)       | C     | Filipe Morais     |
| 14 | Inghilterra (bandiera)      | C     | George Francomb   |

| N. |                          | Ruolo | Calciatore              |
| -- | ------------------------ | ----- | ----------------------- |
| 11 | Malta (bandiera)         | C     | Luke Gambin             |
| 7  | Irlanda (bandiera)       | C     | Reece Grego-Cox         |
| 4  | Inghilterra (bandiera)   | C     | Josh Payne              |
| 25 | Inghilterra (bandiera)   | C     | Mark Leonard Randall    |
| 8  | Inghilterra (bandiera)   | C     | Jimmy Smith             |
| 28 | Guinea-Bissau (bandiera) | A     | Panutche Camara         |
| 26 | Polonia (bandiera)       | A     | Brian Galach            |
| 13 | Inghilterra (bandiera)   | A     | Ricky German            |
| 29 | Inghilterra (bandiera)   | A     | Ibrahim Meité           |
| 15 | Inghilterra (bandiera)   | A     | Ashley Nathaniel-George |
| 9  | Inghilterra (bandiera)   | A     | Ollie Palmer            |
| 10 | Inghilterra (bandiera)   | A     | Dominic Poleon          |
| 2  | Inghilterra (bandiera)   | A     | Lewis Young             |

## Organigramma societario
Area tecnica
- Allenatore: Gabriele Cioffi
- Allenatore in seconda:
- Preparatore dei portieri:
- Preparatori atletici:

## Risultati

### League Two

#### Girone di andata
| Arbitro: | Bramall |

|  |           |            |
|  | Marcatori | 63’ Palmer |

| Arbitro: | Wright |

|            |           |                          |
| Palmer 53’ | Marcatori | 48’ Reid 88’, 90’ Revell |

| Arbitro: | Marsden |

|             |           |  |
| Hannant 20’ | Marcatori |  |

| Arbitro: | Breakspear |

|                        |           |                        |
| Palmer 51’, 90’ (rig.) | Marcatori | 13’ Dunne 37’ Anderson |

| Arbitro: | Hicks |

|                                |           |                       |
| Smith 4’ Camara 81’ Palmer 88’ | Marcatori | 56’ Dagnall 78’ Mayor |

| Arbitro: | Salisbury |

|                            |           |            |
| Nepomuceno 8’ Surridge 89’ | Marcatori | 22’ Bulman |

| Arbitro: | Donohue |

|  |           |                     |
|  | Marcatori | 45’ (aut.) Bostwick |

| Arbitro: | Young |

|                                 |           |  |
| Nathaniel-George 52’ Camara 55’ | Marcatori |  |

| Arbitro: | Nield |

|          |           |  |
| Reid 70’ | Marcatori |  |

| Arbitro: | Hair |

|                                            |           |               |
| Palmer 25’ Nathaniel-George 68’ Morais 90’ | Marcatori | 42’ Dickinson |

| Arbitro: | Webb |

|                                  |           |            |
| Hemmings 9’ Stead 33’ Thomas 87’ | Marcatori | 90’ Poleon |

| Arbitro: | Coggins |

|                       |           |  |
| Gambin 71’ Palmer 77’ | Marcatori |  |

| Arbitro: | Kettle |

|                                    |           |            |
| Szmodics 27’ Nouble 57’ Norris 90’ | Marcatori | 40’ Morais |

| Arbitro: | Breakspear |

|                                                              |           |          |
| Maguire 1’ Morais 64’ (rig.) Palmer 72’ Nathaniel-George 79’ | Marcatori | 59’ Matt |

| Arbitro: | Busby |

|            |           |            |
| Morais 61’ | Marcatori | 79’ Holmes |

| Arbitro: | Nield |

|                                                            |           |            |
| Jennings 25’ Norwood 43’, 54’ Buxton 58’ (rig.) Mullin 60’ | Marcatori | 65’ Palmer |

| Arbitro: | Coggins |

|  |           |                                    |
|  | Marcatori | 7’, 45’ Healey 18’ Agard 63’ Aneke |

| Arbitro: | Haines |

|          |           |  |
| Rose 86’ | Marcatori |  |

| Arbitro: | Collins |

|                                          |           |  |
| Payne 15’ (rig.) McNerney 81’ Bulman 90’ | Marcatori |  |

| Arbitro: | Hicks |

|  |           |                     |
|  | Marcatori | 53’ (rig.) van Veen |

| Arbitro: | Johnson |

|                       |           |  |
| Durrell 31’ Smith 85’ | Marcatori |  |

| Arbitro: | Kinseley |

|                |           |                                           |
| Poleon 8’, 40’ | Marcatori | 14’ Yates 37’ (rig.) Grainger 56’ Sowerby |

| Arbitro: | Hair |

|                      |           |            |
| Maris 27’ Ibehre 88’ | Marcatori | 16’ Poleon |

#### Girone di ritorno
| Newport 29 dicembre 2018, ore 15:00 WET 25ª giornata | Newport County | 0 – 0 referto | Crawley Town | Rodney Parade (3 166 spett.)\| Arbitro: \| Coggins \| |
| Arbitro:                                             | Coggins        |               |              |                                                       |

| Arbitro: | Davies |

|                 |           |  |
| Gambin 60’, 90’ | Marcatori |  |

| Arbitro: | Sarginson |

|                   |           |  |
| Palmer 39’ (rig.) | Marcatori |  |

| Arbitro: | Bramall |

|               |           |            |
| Ball 24’, 40’ | Marcatori | 36’ Poleon |

| Arbitro: | Salisbury |

|            |           |  |
| Walker 88’ | Marcatori |  |

| Arbitro: | Whitestone |

|  |           |            |
|  | Marcatori | 27’ Miller |

| Arbitro: | Swabey |

|  |           |            |
|  | Marcatori | 45’ Morais |

| Arbitro: | Hair |

|             |           |            |
| Maynard 83’ | Marcatori | 87’ Palmer |

| Arbitro: | Busby |

|  |           |                                         |
|  | Marcatori | 74’ Branger 86’ Dearnley 90’ Nepomuceno |

| Northampton 16 febbraio 2019, ore 15:00 WET 33ª giornata | Northampton Town | 0 – 0 referto | Crawley Town | Sixfields Stadium (4 581 spett.)\| Arbitro: \| Kinseley \| |
| Arbitro:                                                 | Kinseley         |               |              |                                                            |

| Arbitro: | Young |

|           |           |           |
| Young 84’ | Marcatori | 40’ Smith |

| Arbitro: | Bramall |

|           |           |  |
| Agard 41’ | Marcatori |  |

| Arbitro: | Huxtable |

|                 |           |           |
| Palmer 26’, 40’ | Marcatori | 6’ Thomas |

| Crawley 12 marzo 2019, ore 19:45 WET 37ª giornata | Crawley Town | 0 – 0 referto | Mansfield Town | Peoples Pension Stadium (1 909 spett.)\| Arbitro: \| Collins \| |
| Arbitro:                                          | Collins      |               |                |                                                                 |

| Arbitro: | Stockbridge |

|                                                                       |           |                   |
| Bowery 36’ Dallison 38’ (aut.) Porter 42’ Green 43’ Kirk 47’ Dale 83’ | Marcatori | 13’ (rig.) Palmer |

| Arbitro: | Hicks |

|  |           |                                     |
|  | Marcatori | 37’ Andrade 76’ McCartan 85’ Bolger |

| Arbitro: | Ilderton |

|                |           |  |
| Mandeville 82’ | Marcatori |  |

| Arbitro: | Drysdale |

|            |           |                 |
| Bulman 24’ | Marcatori | 34’, 88’ Doidge |

| Arbitro: | Toner |

|  |           |            |
|  | Marcatori | 72’ Morais |

| Arbitro: | Bramall |

|            |           |                               |
| Bowman 50’ | Marcatori | 26’ Morais 34’, 60’ Grego-Cox |

| Arbitro: | Salisbury |

|                      |           |                  |
| Nathaniel-George 19’ | Marcatori | 8’ Mackail-Smith |

| Arbitro: | Oldham |

|                                   |           |                                         |
| Thomas 7’, 9’ O'Hare 20’ Hope 31’ | Marcatori | 44’ Nathaniel-George 77’ (aut.) Gerrard |

| Arbitro: | Haines |

|                                            |           |                    |
| Nathaniel-George 36’ Morais 42’ Camara 90’ | Marcatori | 50’ (rig.) Norwood |

### FA Cup
| Arbitro: | Oldham |

|            |           |                  |
| Kightly 9’ | Marcatori | 85’ (aut.) White |

| Arbitro: | Breakspear |

|                 |           |                                                                           |
| Palmer 55’, 68’ | Marcatori | 17’ (aut.) Doherty 31’ Bunn 92’ Cox 97’ White 106’ Mantom 114’ McLaughlin |

### Coppa di Lega
| Arbitro: | Swabey |

|                        |           |              |
| Bennett 32’ Clarke 84’ | Marcatori | 88’ Connolly |

## Statistiche

### Statistiche di squadra
| Competizione  | Punti | In casa | In casa | In casa | In casa | In casa | In casa | In trasferta | In trasferta | In trasferta | In trasferta | In trasferta | In trasferta | Totale | Totale | Totale | Totale | Totale | Totale | DR  |
| Competizione  | Punti | G       | V       | N       | P       | Gf      | Gs      | G            | V            | N            | P            | Gf           | Gs           | G      | V      | N      | P      | Gf     | Gs     | DR  |
| ------------- | ----- | ------- | ------- | ------- | ------- | ------- | ------- | ------------ | ------------ | ------------ | ------------ | ------------ | ------------ | ------ | ------ | ------ | ------ | ------ | ------ | --- |
| League Two    | 53    | 23      | 10      | 5       | 8       | 34      | 31      | 23           | 5            | 3            | 15           | 17           | 37           | 46     | 15     | 8      | 23     | 51     | 68     | -17 |
| FA Cup        | -     | 1       | 0       | 0       | 1       | 2       | 6       | 1            | 0            | 1            | 0            | 1            | 1            | 2      | 0      | 1      | 1      | 3      | 7      | -4  |
| Coppa di Lega | -     | 0       | 0       | 0       | 0       | 0       | 0       | 1            | 0            | 0            | 1            | 1            | 2            | 1      | 0      | 0      | 1      | 1      | 2      | -1  |
| Totale        | -     | 24      | 10      | 5       | 9       | 36      | 37      | 25           | 5            | 4            | 16           | 19           | 40           | 49     | 15     | 9      | 25     | 55     | 77     | -22 |

### Andamento in campionato
| Giornata  | 1 | 2  | 3  | 4  | 5  | 6  | 7  | 8  | 9  | 10 | 11 | 12 | 13 | 14 | 15 | 16 | 17 | 18 | 19 | 20 | 21 | 22 | 23 | 24 | 25 | 26 | 27 | 28 | 29 | 30 | 31 | 32 | 33 | 34 | 35 | 36 | 37 | 38 | 39 | 40 | 41 | 42 | 43 | 44 | 45 | 46 |
| --------- | - | -- | -- | -- | -- | -- | -- | -- | -- | -- | -- | -- | -- | -- | -- | -- | -- | -- | -- | -- | -- | -- | -- | -- | -- | -- | -- | -- | -- | -- | -- | -- | -- | -- | -- | -- | -- | -- | -- | -- | -- | -- | -- | -- | -- | -- |
| Luogo     | T | C  | T  | C  | C  | T  | T  | C  | T  | C  | T  | C  | T  | C  | C  | T  | C  | T  | C  | C  | T  | C  | T  | T  | C  | C  | T  | T  | C  | T  | T  | C  | T  | C  | T  | C  | C  | T  | C  | T  | C  | T  | T  | C  | T  | C  |
| Risultato | V | P  | P  | N  | V  | P  | V  | V  | P  | V  | P  | V  | P  | V  | N  | P  | P  | P  | V  | P  | P  | P  | P  | N  | V  | V  | P  | P  | P  | V  | N  | P  | N  | N  | P  | V  | N  | P  | P  | P  | P  | V  | V  | N  | P  | V  |
| Posizione | 8 | 13 | 19 | 18 | 14 | 16 | 15 | 11 | 16 | 11 | 13 | 10 | 11 | 9  | 10 | 11 | 12 | 13 | 12 | 14 | 16 | 16 | 17 | 19 | 19 | 18 | 16 | 17 | 17 | 17 | 18 | 18 | 17 | 18 | 18 | 18 | 18 | 19 | 19 | 21 | 21 | 20 | 18 | 19 | 19 | 19 |

Legenda:

Luogo: C = Casa; T = Trasferta. Risultato: V = Vittoria; N = Pareggio; P = Sconfitta.

### Statistiche dei giocatori
| Giocatore           | League Two | League Two | League Two  | League Two | FA Cup   | FA Cup | FA Cup      | FA Cup     | Coppa di Lega | Coppa di Lega | Coppa di Lega | Coppa di Lega | Totale   | Totale | Totale      | Totale     |
| Giocatore           | Presenze   | Reti       | Ammonizioni | Espulsioni | Presenze | Reti   | Ammonizioni | Espulsioni | Presenze      | Reti          | Ammonizioni   | Espulsioni    | Presenze | Reti   | Ammonizioni | Espulsioni |
| ------------------- | ---------- | ---------- | ----------- | ---------- | -------- | ------ | ----------- | ---------- | ------------- | ------------- | ------------- | ------------- | -------- | ------ | ----------- | ---------- |
| Y. Mersin           | -          | -          | -           | -          | -        | -      | -           | -          | 1             | 0             | 0             | 0             | 1        | 0      | 0           | 0          |
| G. Morris           | 46         | 0          | 0           | 0          | 2        | 0      | 0           | 0          | -             | -             | -             | -             | 48       | 0      | 0           | 0          |
| T. Dallison         | 19         | 0          | 5           | 0          | -        | -      | -           | -          | -             | -             | -             | -             | 19       | 0      | 5           | 0          |
| J. Maguire          | 27         | 1          | 5           | 0          | 1        | 0      | 1           | 0          | -             | -             | -             | -             | 28       | 1      | 6           | 0          |
| J. McNerney         | 29         | 1          | 8           | 2          | 1        | 0      | 0           | 0          | -             | -             | -             | -             | 30       | 1      | 8           | 2          |
| B. N'Gala           | 13         | 0          | 1           | 1          | 1        | 0      | 0           | 0          | -             | -             | -             | -             | 14       | 0      | 1           | 1          |
| D. Sesay            | 18         | 0          | 3           | 0          | -        | -      | -           | -          | -             | -             | -             | -             | 18       | 0      | 3           | 0          |
| T. Allarakhia       | 5          | 0          | 0           | 0          | -        | -      | -           | -          | 1             | 0             | 0             | 0             | 6        | 0      | 0           | 0          |
| D. Bulman           | 36         | 3          | 4           | 0          | -        | -      | -           | -          | 1             | 0             | 0             | 0             | 37       | 3      | 4           | 0          |
| D. Cox              | -          | -          | -           | -          | -        | -      | -           | -          | -             | -             | -             | -             | -        | -      | -           | -          |
| J. Doherty          | 18         | 0          | 1           | 0          | 1        | 0      | 1           | 0          | 1             | 0             | 0             | 0             | 20       | 0      | 2           | 0          |
| F. Morais           | 34         | 8          | 6           | 0          | 2        | 0      | 0           | 0          | -             | -             | -             | -             | 36       | 8      | 6           | 0          |
| G. Francomb         | 41         | 0          | 6           | 0          | 2        | 0      | 0           | 0          | 1             | 0             | 0             | 0             | 44       | 0      | 6           | 0          |
| L. Gambin           | 26         | 3          | 2           | 0          | 2        | 0      | 0           | 0          | -             | -             | -             | -             | 28       | 3      | 2           | 0          |
| R. Grego-Cox        | 28         | 2          | 0           | 0          | 2        | 0      | 0           | 0          | 1             | 0             | 0             | 0             | 31       | 2      | 0           | 0          |
| J. Payne            | 27         | 1          | 10          | 1          | 2        | 0      | 1           | 0          | -             | -             | -             | -             | 29       | 1      | 11          | 1          |
| M. Randall          | 6          | 0          | 1           | 0          | -        | -      | -           | -          | 1             | 0             | 1             | 0             | 7        | 0      | 2           | 0          |
| J. Smith            | 4          | 1          | 0           | 0          | -        | -      | -           | -          | -             | -             | -             | -             | 4        | 1      | 0           | 0          |
| P. Camara           | 45         | 3          | 4           | 0          | 2        | 0      | 0           | 0          | 1             | 0             | 0             | 0             | 48       | 3      | 4           | 0          |
| B. Galach           | 1          | 0          | 0           | 0          | -        | -      | -           | -          | -             | -             | -             | -             | 1        | 0      | 0           | 0          |
| R. German           | 4          | 0          | 0           | 0          | -        | -      | -           | -          | -             | -             | -             | -             | 4        | 0      | 0           | 0          |
| I. Meité            | 2          | 0          | 0           | 1          | -        | -      | -           | -          | -             | -             | -             | -             | 2        | 0      | 0           | 1          |
| A. Nathaniel-George | 30         | 6          | 2           | 0          | 2        | 0      | 0           | 0          | 1             | 0             | 0             | 0             | 33       | 6      | 2           | 0          |
| O. Palmer           | 40         | 14         | 6           | 1          | 2        | 2      | 1           | 0          | -             | -             | -             | -             | 42       | 16     | 7           | 1          |
| D. Poleon           | 30         | 5          | 1           | 0          | 1        | 0      | 0           | 0          | 1             | 0             | 0             | 1             | 32       | 5      | 1           | 1          |
| L. Young            | 38         | 1          | 3           | 0          | 2        | 0      | 0           | 0          | 1             | 0             | 0             | 0             | 41       | 1      | 3           | 0          |
| M. Connolly         | 23         | 0          | 9           | 0          | 2        | 0      | 1           | 0          | 1             | 1             | 0             | 0             | 26       | 1      | 10          | 0          |
| R. Milsom           | 3          | 0          | 0           | 0          | -        | -      | -           | -          | 1             | 0             | 0             | 0             | 4        | 0      | 0           | 0          |
| R. Vincelot         | 12         | 0          | 4           | 0          | -        | -      | -           | -          | 1             | 0             | 0             | 0             | 13       | 0      | 4           | 0          |
| M. Willock          | 11         | 0          | 2           | 0          | -        | -      | -           | -          | -             | -             | -             | -             | 11       | 0      | 2           | 0          |